# Wasyl Rac
Wasyl Karłowycz Rac, ukr. Василь Карлович Рац, ros. Василий Карлович Рац, Wasilij Karłowicz Rac, węg. László Rácz (ur. 25 kwietnia 1961 we wsi Fanczykowo, w obwodzie zakarpackim) – ukraiński piłkarz pochodzenia węgierskiego, grający na pozycji ofensywnego pomocnika, reprezentant ZSRR, trener piłkarski. Posiada obywatelstwo węgierskie.

## Kariera piłkarska

### Kariera klubowa
Wychowanek Szkoły Piłkarskiej w Winogradowie (od 1971) oraz Internatu Sportowego we Lwowie (od 1976). Pierwszy trener – Pawło Prebuszcz. Pierwszym profesjonalnym klubem w karierze były Karpaty Lwów. W jego barwach zadebiutował w drugiej lidze ZSRR w 1979 roku i w tym samym sezonie awansował z zespołem do pierwszej ligi. W 1. lidze jednak nie zadebiutował i w 1980 roku przeszedł najpierw do Łokomotywu Winnica, skąd trafił do Dynama Kijów, a do drużyny ściągnął go słynny Walery Łobanowski. Już w pierwszym sezonie wywalczył pierwszy w karierze sukces – Puchar ZSRR. Początkowo w barwach Dynama grał mało, raptem po kilka meczów w sezonie, miał więc niewielki udział w zdobytym w 1985 roku mistrzostwie ZSRR (13 meczów, 1 gol). Dopiero w sezonie 1986 Rac przebił się do pierwszej jedenastki i zdobył wówczas 6 goli w lidze oraz został po raz drugi mistrzem kraju. Jednak największym sukcesem było zdobycie Pucharu Zdobywców Pucharów. Rac wystąpił w wygranym 3:0 finale z Atlético Madryt. Kolejnym sukcesem Dynama z Racem w składzie było wywalczenie Pucharu ZSRR w 1987 roku. W kijowskim klubie zawodnik grał do końca 1988 roku i wtedy to wyjechał zagranicę, do hiszpańskiego Espanyolu Barcelona. W Primera División kariery jednak nie zrobił i wystąpił w 11 meczach, ale spisał się przeciętnie. Po sezonie wrócił więc do Dynama, z którym po raz trzeci zdobył mistrzostwo oraz swój czwarty krajowy puchar. Zimą 1991 Rac wyjechał do ojczyzny swoich przodków i pół sezonu grał w Ferencvárosi TC. Rozegrał 7 ligowych meczów i zdobył 1 gola, ale po sezonie zakończył karierę w wieku 31 lat.
| Sezon   | Klub              | Kraj      | Rozgrywki                     | Mecze | Bramki |
| ------- | ----------------- | --------- | ----------------------------- | ----- | ------ |
| 1979    | Karpaty Lwów      | ZSRR      | Pierwaja liga                 | 5     | 0      |
| 1980    | Łokomotyw Winnica | ZSRR      | Wtoraja liga                  | 17    | 1      |
| 1981    | Łokomotyw Winnica | ZSRR      | Wtoraja liga                  | 22    | 3      |
| 1981    | Dynamo Kijów      | ZSRR      | Wysszaja Liga                 | 2     | 0      |
| 1982    | Dynamo Kijów      | ZSRR      | Wysszaja Liga                 | 11    | 1      |
| 1983    | Dynamo Kijów      | ZSRR      | Wysszaja Liga                 | 1     | 0      |
| 1984    | Dynamo Kijów      | ZSRR      | Wysszaja Liga                 | 13    | 1      |
| 1985    | Dynamo Kijów      | ZSRR      | Wysszaja Liga                 | 34    | 6      |
| 1986    | Dynamo Kijów      | ZSRR      | Wysszaja Liga                 | 30    | 7      |
| 1987    | Dynamo Kijów      | ZSRR      | Wysszaja Liga                 | 30    | 2      |
| 1988    | Dynamo Kijów      | ZSRR      | Wysszaja Liga                 | 30    | 2      |
| 1988/89 | RCD Espanyol      | Hiszpania | Primera División              | 11    | 0      |
| 1989    | Dynamo Kijów      | ZSRR      | Wysszaja Liga                 | 13    | 3      |
| 1990    | Dynamo Kijów      | ZSRR      | Wysszaja Liga                 | 21    | 2      |
| 1990/91 | Ferencvárosi TC   | Węgry     | Nemzeti Bajnokság I           | 7     | 1      |
|         |                   |           | Łącznie w Wysszajej Liga      | 185   | 24     |
|         |                   |           | Łącznie w Primera División    | 11    | 0      |
|         |                   |           | Łącznie w Nemzeti Bajnokság I | 7     | 1      |

### Kariera reprezentacyjna
W reprezentacji ZSRR Rac zadebiutował w 1986 roku. W tym samym roku Wasilij został powołany do kadry na Mistrzostwa Świata w Meksyku. Grał tam w podstawowym składzie Związku Radzieckiego, a kibice w szczególności zapamiętali jego gola w grupowym meczu z Francją (1:1), gdy strzałem z niemal 40 metrów pokonał Joela Batsa. Wystąpił także w meczu 1/8 finału z Belgią, który ZSRR przegrało 3:4 po dogrywce.
W 1988 roku Rac wystąpił na Mistrzostwach Europy w RFN. Był tam podstawowym zawodnikiem, a już w pierwszym meczu z Holandią strzelił jedynego gola spotkania. Wystąpił także w kolejnych meczach, a także w finale, jednak tym razem ZSRR przegrało z Holandią 0:2 i zostało wicemistrzem Europy.
W 1990 roku Rac ponownie wziął udział w Mistrzostwach Świata. W drużynie prowadzonej przez Łobanowskiego wystąpił w pierwszym, przegranym 0:2 meczu z Rumunią, ale spisał się słabo i nie wystąpił już w następnych meczach. ZSRR wygrało tylko 1 mecz, ale to nie wystarczyło do awansu z grupy. Po mistrzostwach Rac zakończył reprezentacyjną karierę. W kadrze ZSRR wystąpił w 47 meczach i zdobył 4 gole.

## Kariera trenerska
Po zakończeniu kariery piłkarskiej rozpoczął karierę trenerską. Wyjechał na stałe do Węgier, gdzie prowadził własny biznes. W sezonie 1996/1997 pracował na stanowisku drugiego trenera w Ferencvárosi TC. Od września do grudnia 2007 pomagał trenować Dynamo Kijów. W czerwcu 2011 objął stanowisko głównego trenera młodzieżowej drużyny Obołoni Kijów. 1 listopada 2011 przyjął obowiązki głównego trenera pierwszej drużyny Obołoni, ale z powodów zdrowotnych był zmuszony po 3 tygodniach zrezygnować z tego stanowiska.

## Sukcesy i odznaczenia

### Sukcesy klubowe
- mistrz ZSRR: 1985, 1986, 1990 z Dynamem
- zdobywca Pucharu ZSRR: 1982, 1985, 1987, 1990 z Dynamem
- zdobywca Superpucharu ZSRR: 1985, 1986 z Dynamem
- zdobywca Pucharu Zdobywców Pucharów: 1986 z Dynamem

### Sukcesy reprezentacyjne
- wicemistrz Europy: 1988
- uczestnik Mistrzostw Świata: 1986, 1990

### Odznaczenia
- tytuł Mistrz Sportu ZSRR: 1985
- tytuł Mistrz Sportu Klasy Międzynarodowej: 1986
- tytuł Zasłużony Mistrz Sportu ZSRR: 1986